# Pamela Springsteen
Pour les articles homonymes, voir Springsteen (homonymie).
Pamela Springsteen, née le 8 février 1962 à Freehold, au New Jersey, est une actrice et photographe américaine.

## Biographie

### Vie privée
Pamela Springsteen est née dans le New Jersey, fille de Douglas Frederick Springsteen et d'Adèle Ann Zerilli. Elle est la sœur cadette du chanteur Bruce Springsteen.

### Carrière
Après avoir tourné dans plusieurs films, elle reprend en 1988 le rôle d'Angela Baker dans Sleepaway Camp 2: Unhappy Campers et Sleepaway Camp 3: Teenage Wasteland à la place de Felissa Rose.
Au début des années 1990, elle décide de se consacrer principalement à la photographie.
Son style de photo a attiré de nombreuses célébrités dont Courtney Thorne-Smith, Dolly Parton, Tom Hanks, Calista Flockhart, Olivia Newton-John et Jaclyn Smith.
Elle a aussi dirigé le tournage du clip vidéo de la chanteuse Kim Richey (en) pour sa chanson These Words We Said.

## Filmographie

### Cinéma
- 1982 : Ça chauffe au lycée Ridgemont (Fast Times at Ridgemont High) : Dina Phillips
- 1984 : Reckless de James Foley : Karen Sybern
- 1985 : Les Aventuriers de la 4ème dimension (My Science Project) : L'amie d'Ellie
- 1986 : Modern Girls : Tanya
- 1987 : Scenes from the Goldmine : Stephanie
- 1988 : Dixie Lanes : Judy
- 1988 : Sleepaway Camp II: Unhappy Campers : Angela Baker/Angela Johnson
- 1989 : Fast Food : Mary Beth Bensen
- 1989 : Sleepaway Camp III: Teenage Wasteland : Angela Baker
- 1990 : The Gumshoe Kid : Mona Krause

### Télévision
- 1982 : Drôle de vie (The Facts of Life) (série télévisée) : Sally
- 1982 : Cagney et Lacey (série télévisée) : Opa Durrell
- 1984 : My Mother's Secret Life (Téléfilm) : Kelly
- 1984 : Le Juge et le Pilote (Hardcastle and McCormick) (série télévisée) : Gena
- 1985 : Sacrée Famille (Family Ties) (série télévisée) : Gail